# Kościół św. Piotra w Wolfenbüttel
Kościół św. Piotra (niem. St.-Petrus-Kirche) – rzymskokatolicka, neoromańska świątynia parafialna znajdująca się w niemieckim mieście Wolfenbüttel.

## Historia
Od przyjścia reformacji do Wolfenbüttel w 1569 w mieście nie odprawiano nabożeństw katolickich. Sytuacja zmieniła się w latach 1627-1643, kiedy to miasto było okupowane przez katolickie wojska cesarskie podczas wojny trzydziestoletniej. Po zakończeniu okupacji Księstwo Brunszwiku było całkowicie protestanckie. W roku 1700 książę Antoni Ulryk zezwolił okresowo księdzu z Dorstadt na odprawianie nabożeństw katolickich w zamku Wolfenbüttel dla studentów tutejszej akademii, tancerzy baletu i śpiewaków operowych, głównie Włochów. Na prośbę studentów w 1705 sprowadzono księdza Laurentiusa Rolffa z klasztoru franciszkanów w Halberstadt. Msze święte przeniesiono do domu kominiarza Antona Schwarzego przy dzisiejszej Krumme Straße 54, a od 1707 odprawiano je w kaplicy w Schwarzes Garten.
Obecny kościół parafialny wzniesiono w latach 1889–1891 według projektu Richarda Herziga. Ukończony gmach konsekrował 5 sierpnia 1891 bp Wilhelm Sommerwerck. Kościół wyremontowano w roku 1988 i w latach 2021–2022.

## Architektura i wyposażenie
Świątynia neoromańska, trójnawowa, o układzie bazylikowym. Na emporze nad wejściem głównym ustawiono organy. Pośrodku nawy ustawione jest ośmiokątne baptysterium, wykonane w latach 2021–2022 z kwarcytu sprowadzonego z Tyrolu Południowego. Wystaje 60 cm nad posadzkę, ma głębokość 80 cm i jest w stanie pomieścić ok. 1000 litrów wody, co umożliwia całkowite zanurzenie nawet dorosłej osoby chrzczonej.

## Galeria

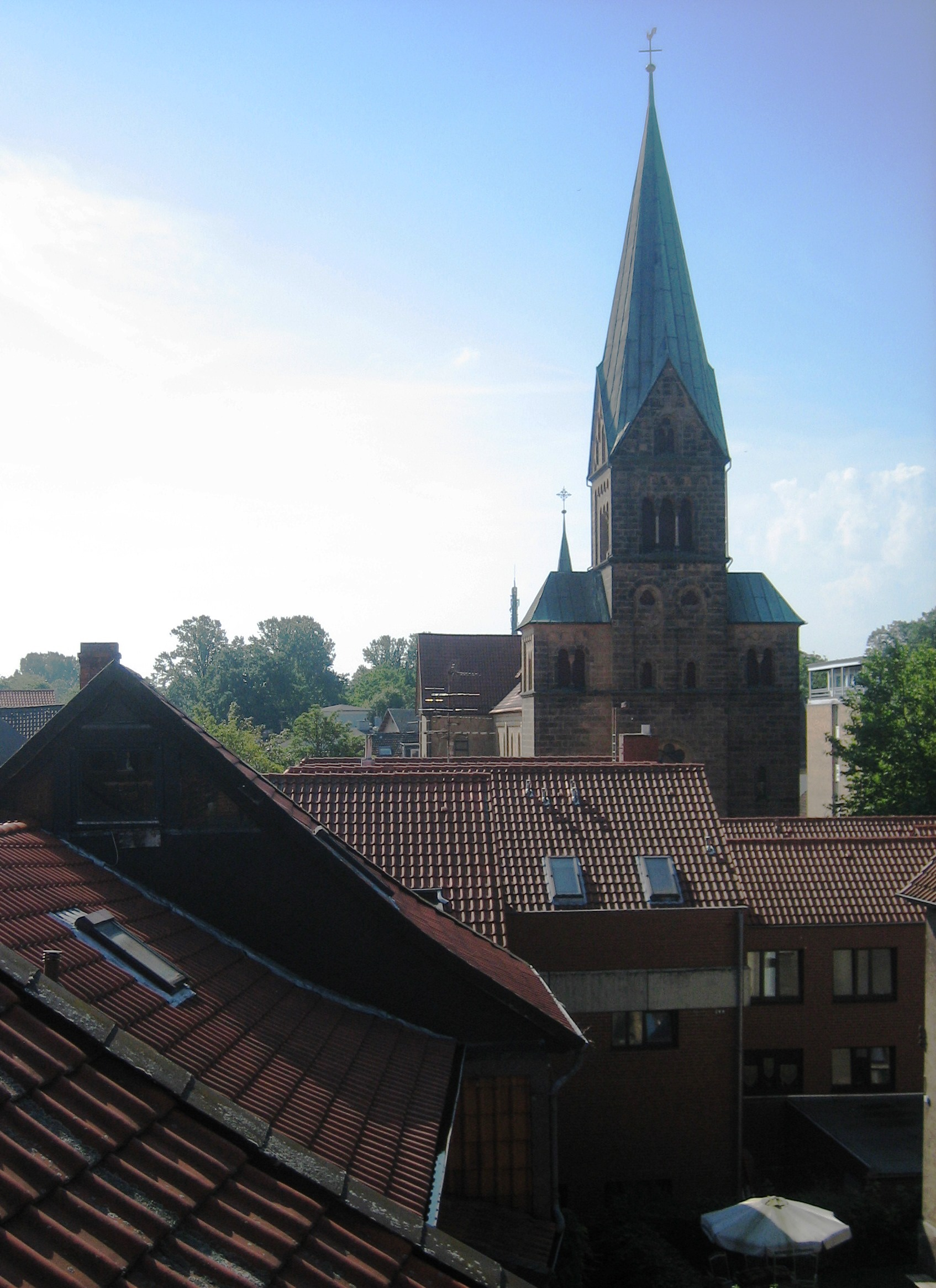
Widok z północnego zachodu
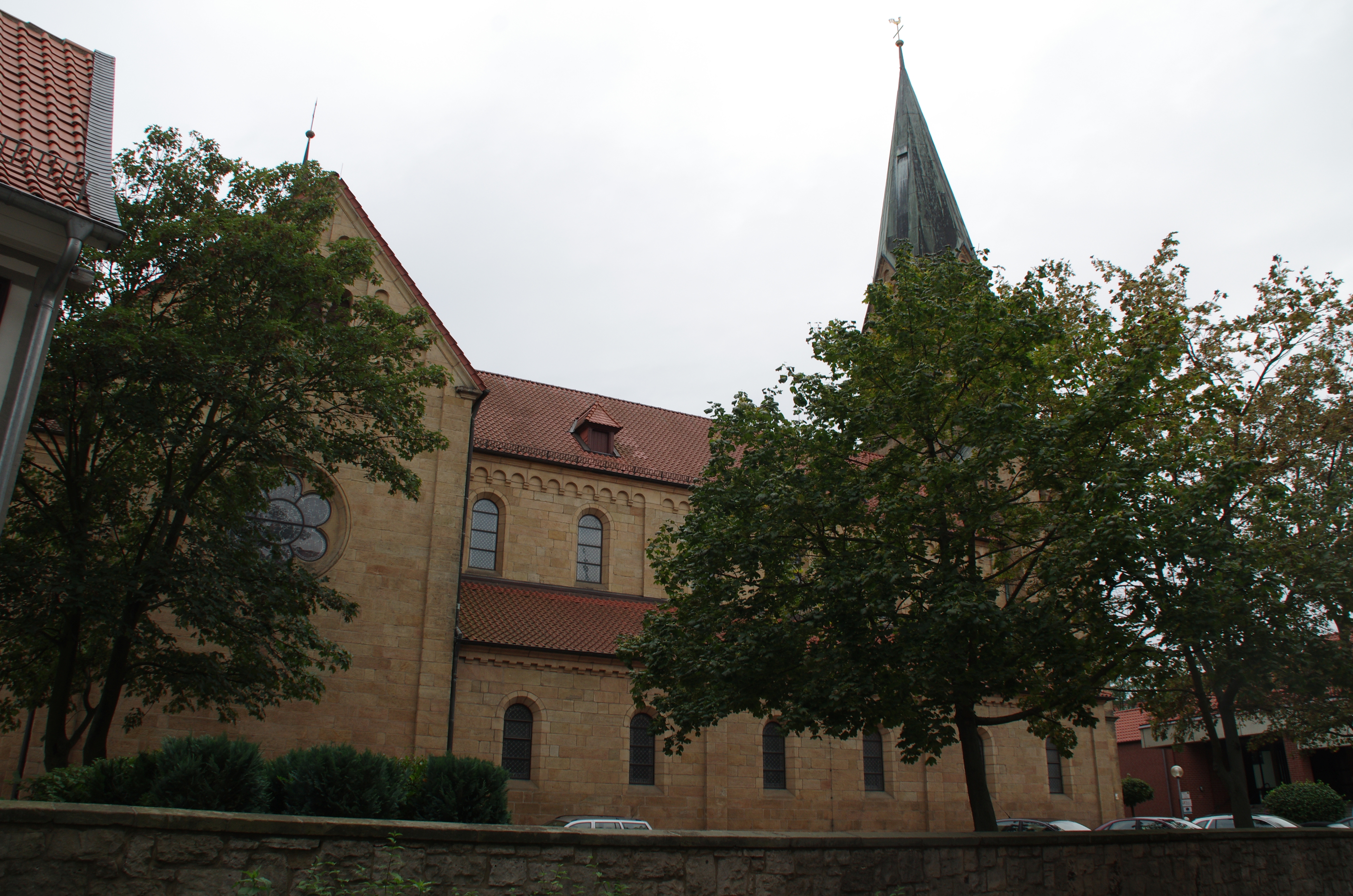
Widok z północnego wschodu
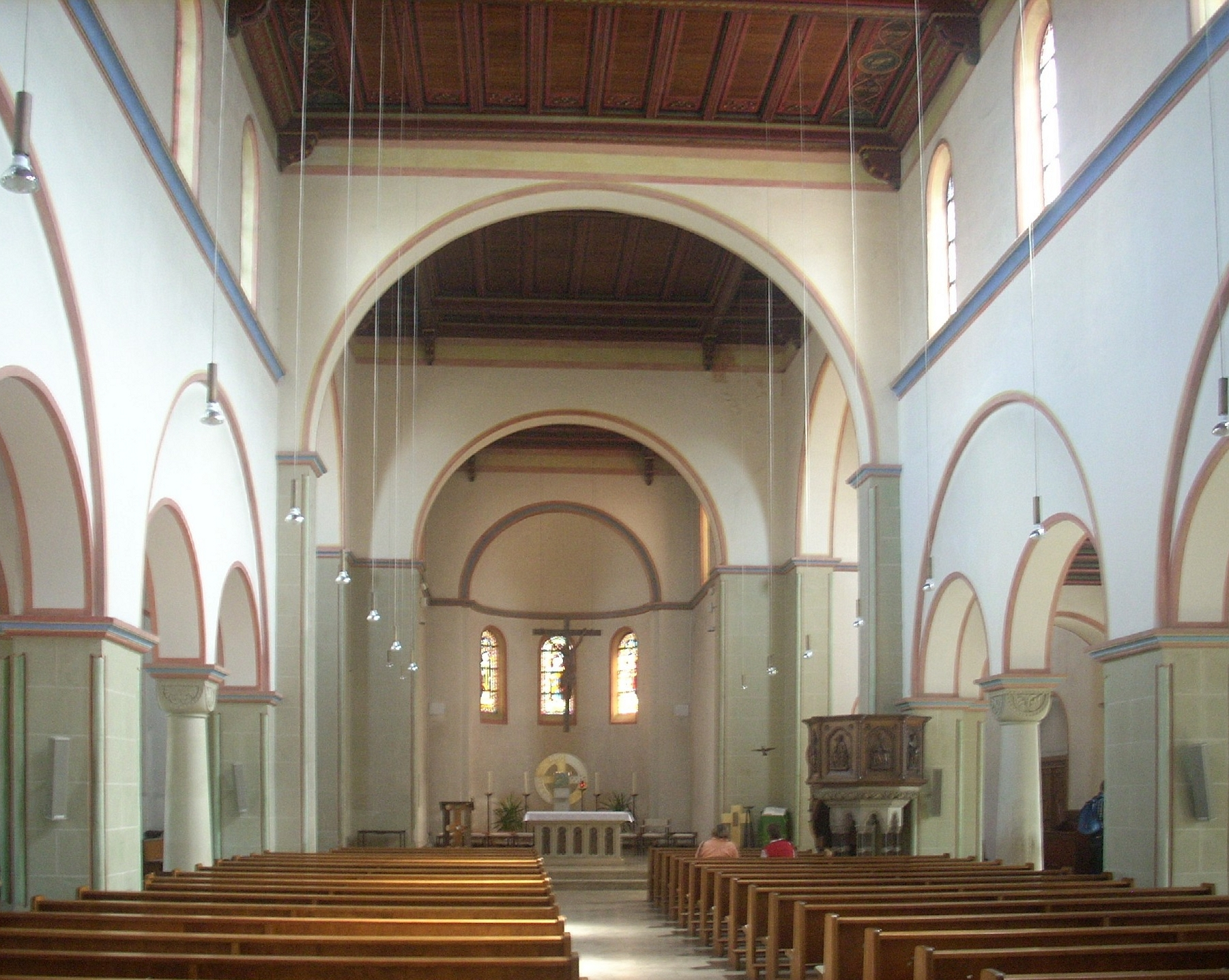
Wnętrze w 2009, przed remontem
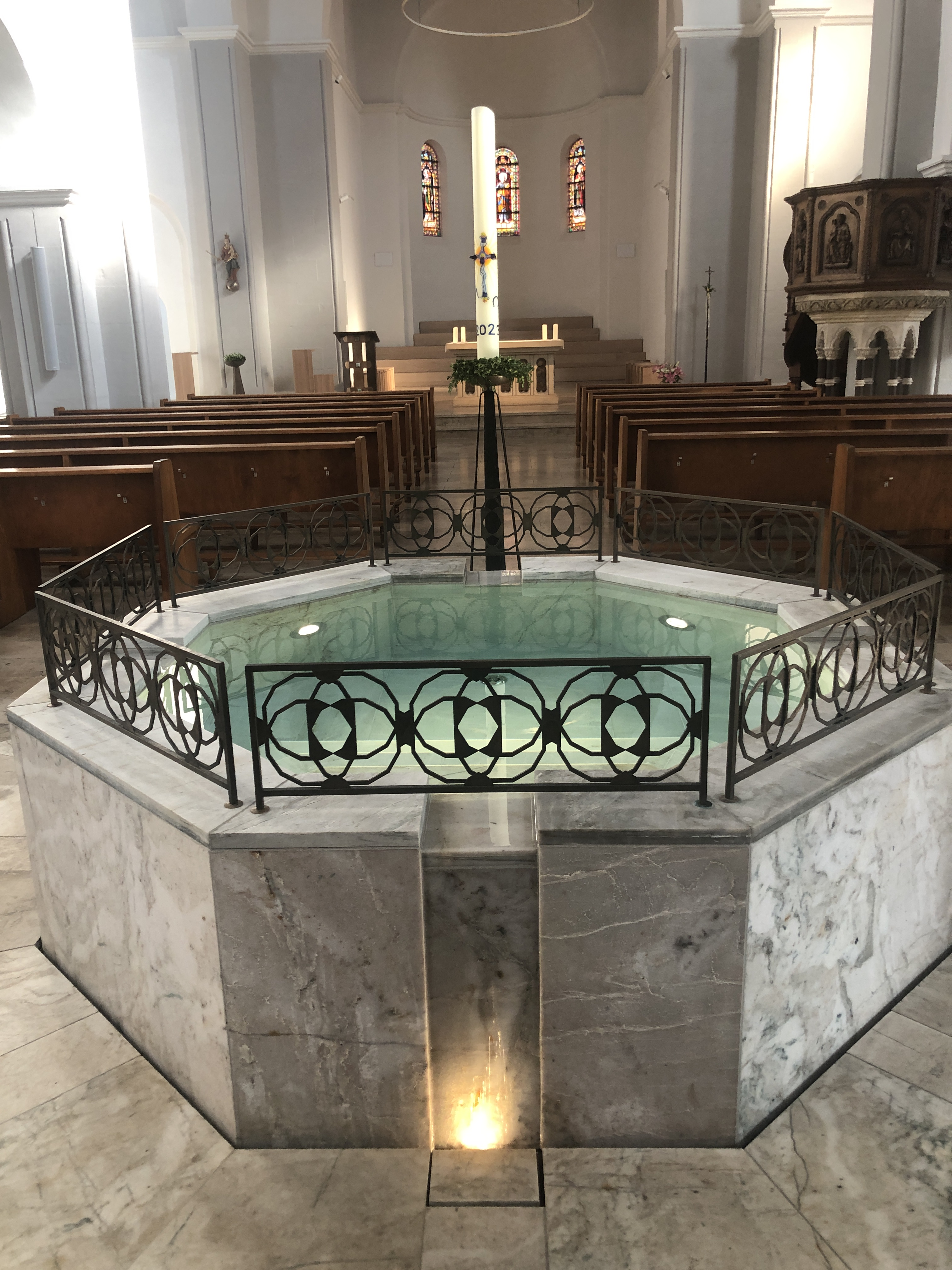
Baptysterium